# Index.dat
在微软windows操作系统中，index.dat是一个由Internet Explorer和资源管理器创建的文件。这个文件的功能就像一个数据库，随系统启动。它的功能在于收集个人信息，就像网址，搜索字符串，和最近打开的文件。它的职责就像数据库中的索引。简单来说，当IE开启自动完成，每一个浏览过的网址将被收录进index.dat，IE浏览器据此匹配用户输入的字符。index.dat也同样存在于IE的历史纪录，缓存，和cookies.
提示：.dat是一个很常见的扩展名（甚至是不可读文件或者是非文本文件），所以你可能会遇到一个index.dat文件，但它并不是IE浏览器和windows的一部分。

## 争论
互联网隐私团体指出Windows操作系统使用index.dat收集信息侵犯了个人隐私，主要的抱怨是index.dat不容易删除，因为开机后它们总是被使用（经常是资源管理器），同时，当文件增大到80MB以上后，浏览速度将明显变慢。
另一个争论是操作系统给了用户一种错误的感觉，当用户清空了缓存，临时文件夹，历史纪录文件夹。index.dat仍旧收集了所有浏览过的网址和cookies和一些临时文件，一些人最终发现是index.dat的问题。
然而，微软发言人说通过系统进入安全模式，index.dat可以被高级用户删除。因为操作系统在安全模式不使用index.dat，删除按钮或者deltree命令可以删除index.dat，
初级用户可以通过一些软件来简单的删除index.dat。